# Кутаков, Игорь Владимирович
Игорь Владимирович Кутаков (1 февраля 1936, СССР — 13 августа 1988, СССР) — советский хоккеист, нападающий. Мастер спорта СССР (1961) (лишен звания в ноябре 1963 года).

## Биография
Воспитанник хоккейной школы «Динамо» (Москва).
Выступал за московское «Динамо» (1954—1955), воскресенский «Химик» (1955—1957), калининский СКА (1957—1960) и московский «Спартак» (1960—1963), проведя в составе красно-белых 98 игр. Всего в чемпионатах Советского Союза провёл около 150 матчей, в которых забросил около 50 шайб.
В декабре 1963 года дисквалифицирован на 1 год за систематическое нарушение спортивного режима со снятием звания «Мастер спорта».
Скончался 13 августа 1988 года. По словам хоккеиста Николая Родина, страсть к пагубным привычкам рано увела [его] из жизни….

## Достижения
- Чемпион СССР — 1962[4].
- Бронзовый призёр чемпионата СССР — 1963, 1964[4].